# Brixia anosibeana
Brixia anosibeana är en insektsart som beskrevs av Synave 1956. Brixia anosibeana ingår i släktet Brixia och familjen kilstritar. Inga underarter finns listade i Catalogue of Life.